# Eduardo André Muaca
Eduardo André Muaca (* 9. Oktober 1924 in Lucula, Angola; † 26. Januar 2002) war römisch-katholischer Erzbischof von Luanda.

## Leben
Eduardo André Muaca empfing am 18. Januar 1953 die Priesterweihe.
Papst Paul VI. ernannte ihn am 4. März 1970 zum Titularbischof von Isola und zum Weihbischof im Erzbistum Luanda. Die Bischofsweihe spendeten ihm der Erzbischof von Luanda, Manuel Nunes Gabriel, am 31. Mai 1970; Mitkonsekratoren waren Pompeu de Sá Leão e Seabra, Bischof von Malanje, und José Francisco Moreira dos Santos, Bischof von Carmona e São Salvador. Die Ernennung war von erheblicher symbolischer Bedeutung, da damit zum ersten Mal im kolonialen Angola ein Schwarzer Bischof in der katholischen Kirche wurde, die enge Verbindungen zur Kolonialmacht Portugal hielt.
Am 25. September 1973 erfolgte die Ernennung zum Bischof des Bistums Malanje. Am 10. August 1975 wurde er zum Titularerzbischof von Tagarbala und zum Koadjutorerzbischof in Luanda ernannt. Mit dem Rücktritt Manuel Nunes Gabriels am 19. Dezember desselben Jahres trat er dessen Nachfolge als Erzbischof von Luanda an.
Papst Johannes Paul II. nahm am 31. August 1985 das Rücktrittsgesuch von Eduardo André Muaca an.